# Ocea FPB 98
Ocea FPB 98 (від англ. Fast Patrol Boat — укр. Швидкий патрульний катер) — патрульний катер виробництва французької суднобудівної компанії «OCEA». Призначений для виконання широкого спектру місій: операцій спостереження, боротьби з контрабандою та нелегальною імміграцією, пошуково-рятувальних операцій, контролю суден на морі, охорони морських ресурсів, захисту суверенітету.
На 2020 рік загальна кількість замовлених FPB 98 сягнула 66 одиниць, що робить цей тип одним з найбільш масових військових катерів у сучасній історії французького суднобудування.

## Історія
Першим замовником FPB 98 стали ВМС Алжиру у 2007 році. Контракт орієнтовною вартістю 135 млн євро передбачав постачання 21 катера протягом чотирьох років. Перше судно у межах замовлення було передано восени 2008 року, завершальне — у 2011 році.
У 2011 році було укладено угоду про постачання 3 одиниць FPB 98 для ВМС Беніну. Наступного року контракт було виконано.
У 2012 році по одному катеру типу FPB 98 було замовлено для ВМС Нігерії та берегової охорони Суринаму. Обидва судна передані замовникам у 2013 році.
На початку 2019 року стало відомо про отримання Алжиром перших катерів типу FPB 98 за новим контрактом. Протягом 2019 року «OCEA» передала військово-морським силам цієї країни 8 суден з 20 замовлених. Восени 2021 року ВМС Алжиру отримали завершальний двадцятий катер — «El Ramy» з б/н 397.
У 2020 році розпочалося будівництво 20 катерів для Морської охорони Державної прикордонної служби України. Детальніше див. Оператори — Україна.

## Тактико-технічні характеристики
Габарити
- Довжина — 31,8 м
- Ширина — 6,3 м
- Осадка — 1,15 м
- Водотоннажність — близько 100 т

Ходові
- Двигуни: 2 × CAT C32 (1342 кВт кожен) + дизель-генератор CAT C4.4
- Водомети: 2 × MJP 500 DRB
- Швидкість — до 35 вузлів (65 км/год)
- Дальність ходу — 1200 миль за швидкості 12 вузлів

Корпус катера виготовлено зі сплаву алюмінію. Екіпаж складається з 14 осіб. Озброєння судна може бути зміненим залежно від побажань замовника, зазвичай основним озброєнням служить 20 або 30-мм артилерійська установка.

## Оператори
Поточні
- Алжир: ВМС Алжиру отримали 21 катер типу FPB 98 у 2008—2011 роках. Додатково 20 катерів у 2019—2021 роках.
- Бенін: ВМС Беніну отримали 3 катери у 2012 році
- Нігерія: ВМС Нігерії отримали один катер у 2013 році
- Суринам: Берегова охорона Суринаму отримала один катер у 2013 році

Майбутні
- Україна: Морська охорона ДПСУ планує отримати 20 катерів типу FPB 98 у 2021—2023 роках

### Україна

#### Підготовка та укладення угоди
У 2018 році МВС України розпочало консультації щодо придбання 20 катерів для охорони морських кордонів.
19 листопада 2019 року у Парижі було підписано рамковий договір між урядами України та Франції щодо підтримки посилення морської безпеки та охорони України.
4 березня 2020 року Верховна Рада ратифікувала угоду.
22 липня відбулося підписання контракту між Державною прикордонною службою України та компанією «OCEA» на суму 136,5 млн євро.
Відповідно до досягнутих домовленостей, Морська охорона ДПСУ протягом трьох років отримає 20 катерів FPB 98 Mk I «для забезпечення суверенітету країни в Азовському і Чорному морях». 15 з них буде побудовано на потужностях «OCEA» у Франції, інші 5 — в Україні на миколаївському Суднобудівно-судноремонтному заводі «Нібулон». Згідно з орієнтовним графіком контракту, перші катери мають бути прийняті замовником у 2021 році. Крім виробництва та постачання суден, проєкт включає систему сервісного обслуговування, підготовку членів екіпажу та технічного персоналу, а також технічну підтримку в Україні.
Французька сторона надасть фінансову підтримку проєкту, яка становитиме 85 % від загальної суми контракту. Ця підтримка складатиметься з казначейської та банківської позик на максимальні суми 40 та 76 млн євро відповідно. Термін погашення кредитів — не більше 10 років.
Катери будуть оснащені сучасними системами оптико-електронного спостереження та супутниковим зв'язком. Крім того, кожне судно буде дообладнане українською артилерійською установкою та великокаліберними кулеметами, а також RIB-човном для оглядових груп прикордонників виробництва харківської компанії «BRIG».

#### Втілення проєкту

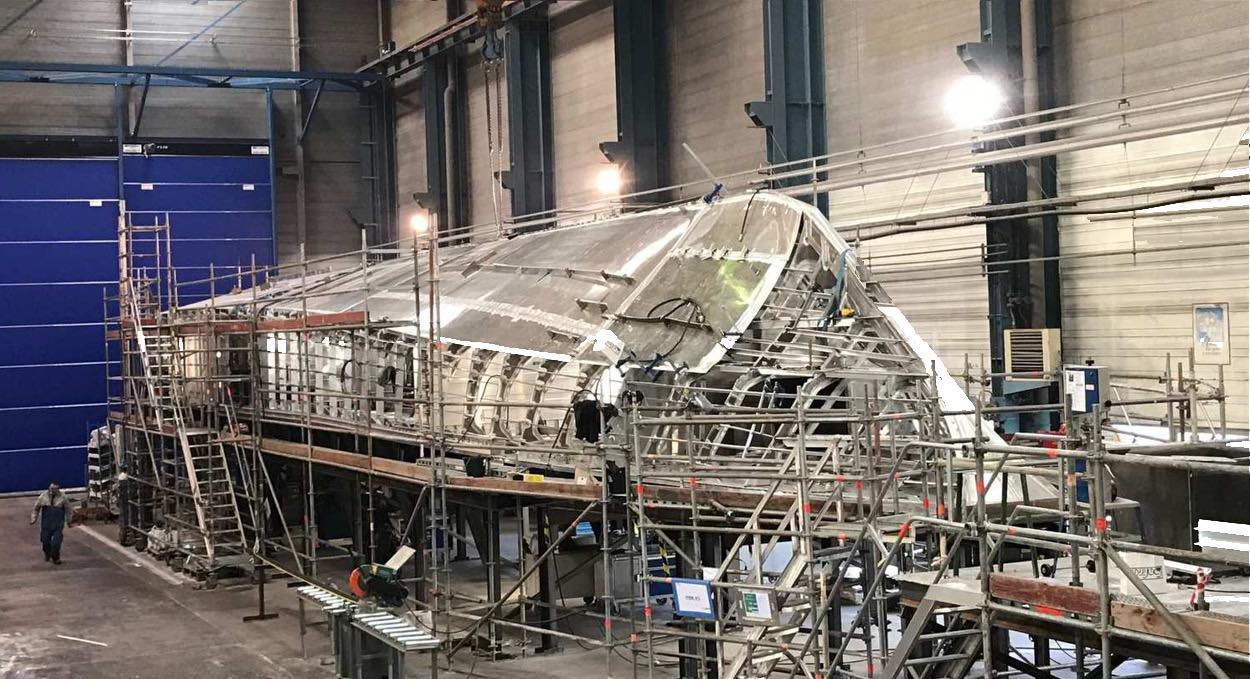
Будівництво корпусу першого катера типу FPB 98 Морської охорони ДПСУ.

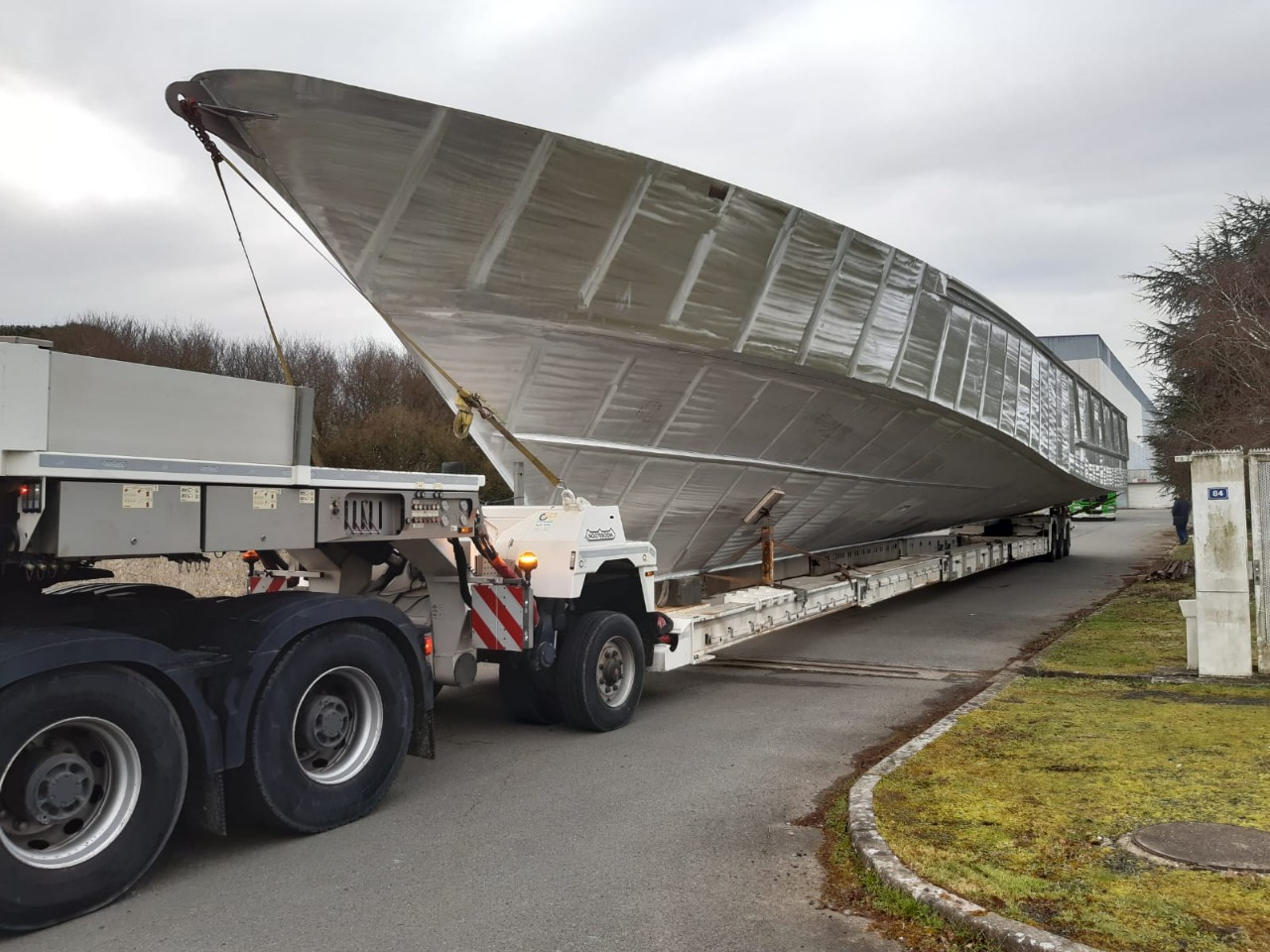
Транспортування завершеного корпусу першого катера типу FPB 98 Морської охорони ДПСУ.

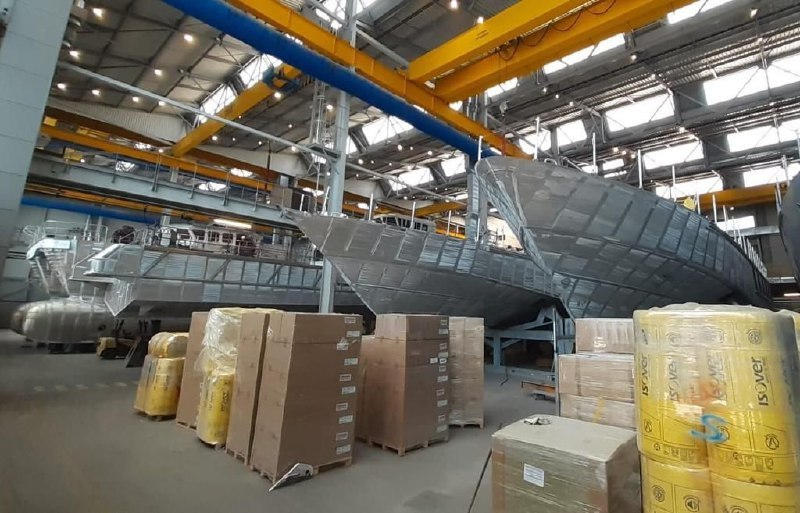
Три завершені корпуси перших катерів типу FPB 98 Морської охорони ДПСУ у цеху, де відбувається встановлення обладнання та тестування систем.

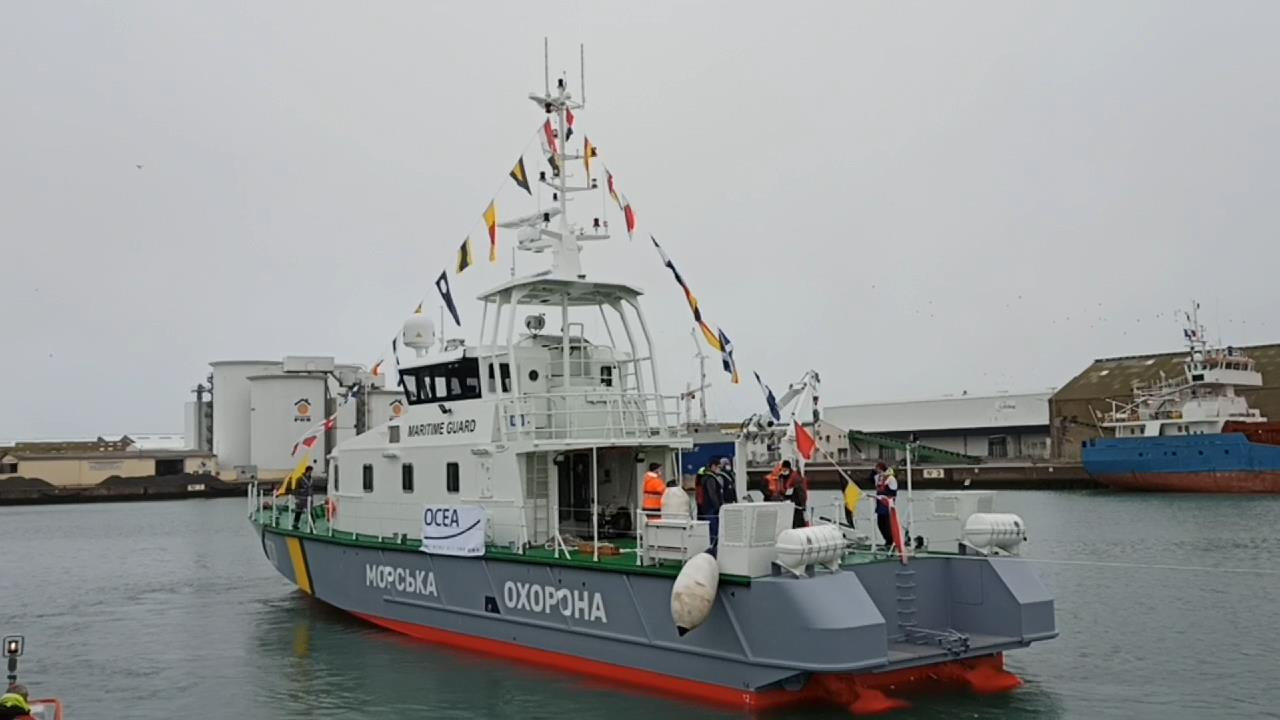
Перший катер типу FPB 98 Морської охорони ДПСУ спущено на воду.

Корпус першого катера було закладено у другій половині 2020 року. Станом на початок грудня того ж року перший корпус був готовий на 50 %, другий — на 30 %.
18 лютого 2021 року було підписано приймання завершеного корпусу першого катера. Стан готовності другого корпусу на цю дату — 60 %. Крім цих двох у роботі перебували ще чотири корпуси.
Взимку 2021 року було озвучено плани про те, що весною того ж року до французького міста Ле-Сабль-д'Олонн прибуде українська експертна група з нагляду за будівництвом катерів. Члени цієї команди супроводжуватимуть етапи будівництва суден, погоджуватимуть відповідну документацію, братимуть участь у заводських, швартових, ходових випробуваннях, а також в інших перевірках, пов'язаних з будівництвом катерів, їх обладнанням і комплектуванням.
У квітні 2021 року на базі Навчального центру Морської охорони, що в Ізмаїлі, відбувся перший випуск військовослужбовців, які навчались на спеціалізованих курсах мовної та фахової підготовки екіпажів кораблів Морської охорони українсько-французького проєкту. Крім посиленої мовної підготовки, майбутній екіпаж підвищував кваліфікацію й за основним фахом. Курс навчання тривав три місяці.
У червні 2021 року під час виставки «Зброя та безпека 2021» співвласник компанії «Нібулон» Андрій Вадатурський повідомив журналістам, що будівництво катерів в Україні розпочнеться у лютому 2022 року. За його словами, впродовж цього ж року завод розраховує збудувати всі п'ять суден.
Станом на червень у межах підготовки до втілення проєкту на заводі було відремонтовано цех для роботи з алюмінієм, розширено і збільшено ворота для виходу повнокомплектного катера, встановлено додатковий внутрішній кран, придбано обладнання для різки алюмінію та кран Liebherr LPS180 для спуску катерів, проведено сертифікацію підприємства за стандартами ISO. У планах на друге півріччя було озвучено придбання трубозгинальної машини та іншого обладнання. Також було оголошено про те, що наприкінці 2021 року група співробітників «Нібулону» вирушить до Франції для проходження стажування на потужностях «OCEA».
Крім того, станом на червень 2021 року у Франції було повністю завершено будівництво трьох корпусів. Про це повідомив тодішній міністр внутрішніх справ Арсен Аваков. Також він зазначив, що у 2022 році очікується включення до складу Морської охорони ДПСУ дев'яти катерів типу FPB 98. У МВС повідомили, що перше судно планують спустити на воду у жовтні 2021 року, а постачання перших одиниць в Україну заплановане на грудень.
Наприкінці серпня 2021 року стало відомо про те, що на базі Навчального центру Морської охорони розпочалася підготовка другої групи з 20 військовослужбовців, з яких у майбутньому сформують екіпажі нових катерів.
У вересні 2021 року очільник МВС Денис Монастирський підтвердив, що прибуття першого катера типу FPB 98 до України очікується до кінця року.
Наприкінці жовтня 2021 року, проінспектувавши хід будівництва катерів на потужностях «OCEA» у Франції, Монастирський оголосив, що спуск першого судна на воду очікується наступного місяця, а прибуття в Україну — навесні 2022 року. Загалом на момент візиту у роботі перебувало десять корпусів катерів для українських прикордонників, на п'ятьох з них тривали роботи з обладнання системами, пристроями та механізмами.
30 листопада 2021 року між французькою суднобудівною компанією «OCEA» та українською компанією «Нібулон» було підписано контракт на будівництво п'яти 100-тонних кораблів для Держприкордонслужби України. Виробництво буде зосереджено у Миколаєві. Також стало відомо, що «OCEA» вирішила базово комплектувати свої судна українськими надувними човнами марки «BRIG».
На початку грудня 2021 року стало відомо, що катери отримають кормовий кулемет типу ДШКМ, необхідну проєктну документацію розробить «Дослідно-проектний центр кораблебудування» (ДПЦК).

#### Будівництво катерів
- 9 грудня 2021 року у Франції було спущено на воду перший катер типу FPB 98, збудований для Морохорони[36]. Роботи з монтажу, налагодження та підготовки обладнання судна до швартових випробувань вийшли на завершальний етап. Було підтверджено, що прибуття катера в Україну очікується навесні 2022 року, після проведення ходових випробувань.
- 21 лютого 2022 року у Франції, на потужностях суднобудівної компанії ОСЕА, відбувся спуск другого катера FPB-98MKI для Морської охорони Державної прикордонної служби України[37].

## Перелік катерів
Станом на кінець 2021 року побудовано 47 катерів, будується ще 19.
| Б/н                         | Назва            | Передано замовнику              | Інше                                                                                                |
| --------------------------- | ---------------- | ------------------------------- | --------------------------------------------------------------------------------------------------- |
| ВМС Алжиру                  |                  |                                 | |
| Перший контракт (2008—2011) |                  |                                 | |
| 334                         | Deneb            | осінь 2008                      | Озброєння: бойовий модуль виробництва MSI-Defence Systems з 30-мм гарматою                          |
| 335                         | Mizar            |                                 | Озброєння: бойовий модуль виробництва MSI-Defence Systems з 30-мм гарматою                          |
| 336                         | Al Kaid          |                                 | Озброєння: бойовий модуль виробництва MSI-Defence Systems з 30-мм гарматою                          |
| 337                         | Al Tair          |                                 | Озброєння: бойовий модуль виробництва MSI-Defence Systems з 30-мм гарматою                          |
| 338                         | Mirfak           |                                 | Озброєння: бойовий модуль виробництва MSI-Defence Systems з 30-мм гарматою                          |
| 339                         | Al Nair          |                                 | Озброєння: бойовий модуль виробництва MSI-Defence Systems з 30-мм гарматою                          |
| 370                         | Achernar         |                                 | Озброєння: бойовий модуль виробництва MSI-Defence Systems з 30-мм гарматою                          |
| 371                         | Kaus Australe    |                                 | Озброєння: бойовий модуль виробництва MSI-Defence Systems з 30-мм гарматою                          |
| 372                         | Fomalhaut        |                                 | Озброєння: бойовий модуль виробництва MSI-Defence Systems з 30-мм гарматою                          |
| 373                         | El Markeb        |                                 | Озброєння: бойовий модуль виробництва MSI-Defence Systems з 30-мм гарматою                          |
| 374                         | Bételgeuse       |                                 | Озброєння: бойовий модуль виробництва MSI-Defence Systems з 30-мм гарматою                          |
| 375                         | Kiffa Borealis   |                                 | Озброєння: бойовий модуль виробництва MSI-Defence Systems з 30-мм гарматою                          |
| 376                         | El Hamel         |                                 | Озброєння: бойовий модуль виробництва MSI-Defence Systems з 30-мм гарматою                          |
| 377                         | Deneb Algedi     |                                 | Озброєння: бойовий модуль виробництва MSI-Defence Systems з 30-мм гарматою                          |
| 378                         | El-Arnab         |                                 | Озброєння: бойовий модуль виробництва MSI-Defence Systems з 30-мм гарматою                          |
| 379                         | El Mirzam        |                                 | Озброєння: бойовий модуль виробництва MSI-Defence Systems з 30-мм гарматою                          |
| 380                         | El Peacock       |                                 | Озброєння: бойовий модуль виробництва MSI-Defence Systems з 30-мм гарматою                          |
| 381                         | Nairal Zaurac    |                                 | Озброєння: бойовий модуль виробництва MSI-Defence Systems з 30-мм гарматою                          |
| 382                         | Pleiades         |                                 | Озброєння: бойовий модуль виробництва MSI-Defence Systems з 30-мм гарматою                          |
| 383                         | Sirius           |                                 | Озброєння: бойовий модуль виробництва MSI-Defence Systems з 30-мм гарматою                          |
| 384                         | L'Étoile Polaire |                                 | Катер обладнано для перевезення важливих осіб, не має озброєння                                     |
| Другий контракт (2019—2021) |                  |                                 | |
| 331                         | EL Saad          | 2019                            | |
| 332                         | El Safi          | 2019                            | |
| 333                         | El Nihal         | 2019                            | |
| 351                         | El Nateh         | 2019                            | |
| 352                         | Saif             | 2019                            | |
| 353                         | El Balaa         | 2019                            | |
| 385                         | El Izar          | 2019                            | |
| 386                         | El Janah         | 2019                            | |
| 387                         | El Dhail         | 2020                            | |
| 389                         | El Tarf          |                                 | |
| 388                         | Sabik            |                                 | |
| 390                         | Akrab            |                                 | |
| 391                         | El Adhra         |                                 | |
| 392                         | El Anka          |                                 | |
| 393                         | El Arkoub        |                                 | |
| 394                         | El Ghorab        |                                 | |
| 395                         | Farked           |                                 | |
| 396                         | Kaoukeb          |                                 | |
| 397                         | El Ramy          | 2021                            | |
| 398                         | El Choudjaa      | 2021                            | |
| ВМС Беніну                  |                  |                                 | |
| P109                        | Alibori          | березень 2012                   | Озброєння: бойовий модуль Super Sea Rogue виробництва Reutech Solutions з 20-мм гарматою Denel GI-2 |
| P110                        | Oueme            | березень 2012                   | Озброєння: бойовий модуль Super Sea Rogue виробництва Reutech Solutions з 20-мм гарматою Denel GI-2 |
| P111                        | Zou              | березень 2012                   | Озброєння: бойовий модуль Super Sea Rogue виробництва Reutech Solutions з 20-мм гарматою Denel GI-2 |
| Берегова охорона Суринаму   |                  |                                 | |
| P201                        | Nengrekopoe      | червень 2013                    | |
| ВМС Нігерії                 |                  |                                 | |
| P101                        | Dorina           | вересень 2013                   | Озброєння: дистанційно керований бойовий модуль з 20-мм гарматою, кулемети калібру 7,62 та 12,7 мм  |
| Морська охорона України     |                  |                                 | |
| BG-201                      |                  | очікується на початку 2022 року | Очікуване озброєння: українська артилерійська установка, кулемети                                   |
| BG-202                      |                  |                                 | Очікуване озброєння: українська артилерійська установка, кулемети                                   |
| BG-203                      |                  |                                 | Очікуване озброєння: українська артилерійська установка, кулемети                                   |